# Vela ai Giochi della V Olimpiade
Le competizioni di vela ai Giochi della V Olimpiade si sono svolte dal 20 al 22 luglio 1912 presso il Regio Yacht Club Svedese a Nynäshamn.
Il programma prevedeva 4 eventi misti.

## Podi
| Evento              | Oro | Perform. | Argento | Perform. | Bronzo | Perform. |
| 6 metri (dettagli)  | Mac Miche Gaston Thubé Amédée Thubé Jacques Thubé | 10 +     | Nurdug II Hans Meulengracht Madsen Steen Herschend Svenn Thomsen                                                                                   | 10       | Kerstin Harald Sandberg Eric Sandberg Otto Aust                                                                            | 1 +      |
| 8 metri (dettagli)  | Taifun Thoralf Glad Thomas Aass Andreas Brecke Torleiv Corneliussen Christian Jebe                                                                     | 14       | Sans Atout Bengt Heyman Emil Henriques Herbert Westermark Nils Westermark Alvar Thiel                                                              | 3 +      | Lucky Girl Bertil Tallberg Arthur Ahnger Emil Lindh Gunnar Tallberg Georg Westling                                         | 3        |
| 10 metri (dettagli) | Kitty Carl Hellström Erik Wallerius Harald Wallin Humbert Lundén Herman Nyberg Harry Rosenswärd Paul Isberg Filip Ericson                              | 14       | Nina Harry Wahl Waldemar Björkstén Jacob Björnström Bror Brenner Allan Franck Erik Lindh Juho Aarne Pekkalainen                                    | 4 +      | Gallia II Iosif Shomaker Esper Beloselsky Ernest Brashe Karl Lindholm Nikolay Pushnitsky Aleksandr Rodionov Philip Strauch | 4        |
| 12 metri (dettagli) | Magda IX Alfred Larsen Johan Anker Nils Berthelsen Halfdan Hansen Magnus Konow Petter Larsen Eilert Falch-Lund Fritz Staib Arnfinn Heje Gustav Thaulow | 14       | Erna Signe Hugo Clason Nils Persson Hugo Sällström Ivan Lamby Kurt Bergström Dick Bergström Erik Lindqvist Per Bergman Sigurd Kander Folke Johnson | 6        | Heatherbell Ernst Krogius Ferdinand Alfthan Pekka Hartvall Jarl Hulldén Sigurd Juslén Eino Sandelin Johan Silén            | 2        |

## Medagliere
| Pos.   | Paese     | Oro | Argento | Bronzo | Totale |
| ------ | --------- | --- | ------- | ------ | ------ |
| 1      | Norvegia  | 2   | 0       | 0      | 2      |
| 2      | Svezia    | 1   | 2       | 1      | 4      |
| 3      | Francia   | 1   | 0       | 0      | 1      |
| 4      | Finlandia | 0   | 1       | 2      | 3      |
| 5      | Danimarca | 0   | 1       | 0      | 1      |
| 6      | Russia    | 0   | 0       | 1      | 1      |
| Totale | Totale    | 4   | 4       | 4      | 12     |